# Corydalis petrophila
Corydalis petrophila är en vallmoväxtart som beskrevs av Adrien René Franchet. Corydalis petrophila ingår i släktet nunneörter, och familjen vallmoväxter. Inga underarter finns listade i Catalogue of Life.